# Saint-Paul-de-Vence
Saint-Paul-de-Vence (Occitaans: Sant Pau of Sant Pau de Vença; Italiaans (verouderd): San Paolo di Venza) is een gemeente in het Franse departement Alpes-Maritimes (regio Provence-Alpes-Côte d'Azur). De plaats maakt deel uit van het arrondissement Grasse. De gemeente telde 3.190 inwoners op 1 januari 2022. Saint-Paul ligt op een heuvel en wordt omsloten door een stadsmuur. Even buiten het dorp ligt het privé-museum Fondation Maeght.
Veel Nederlanders hadden een huis in de omgeving, onder wie Willem Duys tot circa 2007 en Dick van Dijk tot zijn dood in 1997. Er wonen ook veel Engelsen onder wie Duys' toenmalige buurman Bill Wyman en Roger Moore Ook de Zwitserse, van oorsprong Amerikaanse, zangeres Tina Turner had er een huis.

## Geografie
De oppervlakte van Saint-Paul-de-Vence bedroeg op 1 januari 2022 7,26 vierkante kilometer; de bevolkingsdichtheid was toen 439,4 inwoners per km².
De onderstaande kaart toont de ligging van Saint-Paul-de-Vence met de belangrijkste infrastructuur en aangrenzende gemeenten.

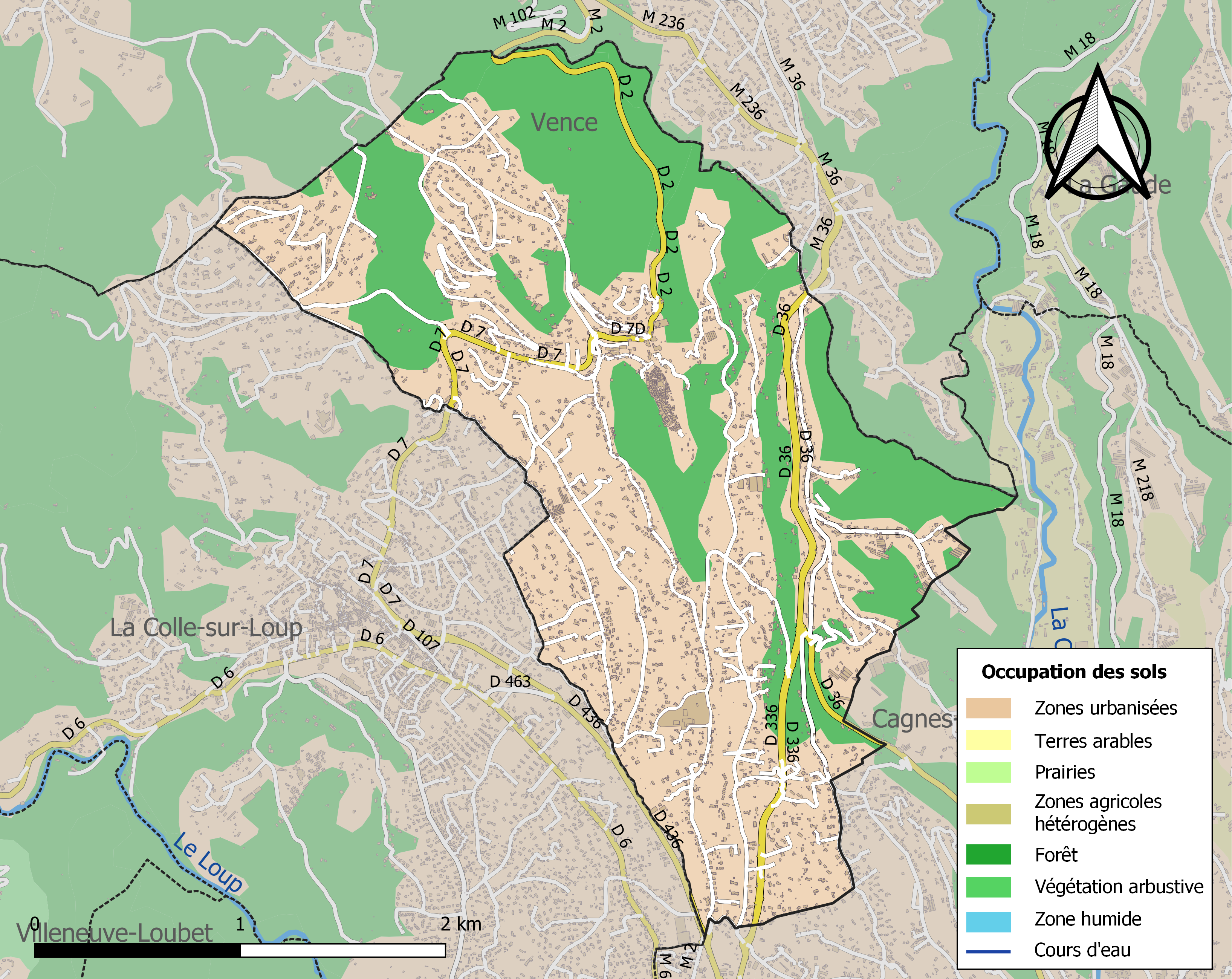

## Geschiedenis
Graaf Raymond Berengarius V van de Provence verleende de reeds bestaande kleine nederzetting Saint Paul in 1227 verschillende privileges waaronder het recht markt te houden. In 1363 gaven de Staten van de Provence opdracht om de steden en kastelen van het graafschap te versterken. Voor Saint Paul betekende dat de bouw van een ommuring en de constructie van de noordelijke toegangspoort (Port de Vence). Door de afscheiding van het graafschap Nice in 1388  kreeg Saint Paul een strategische betekenis omdat het nu aan de oostgrens van de Provence lag (de rivier de Var werd de grensrivier tussen de Provence en de Savoye). De stad werd een grensbolwerk. Aan het einde van de 15 eeuw kwam het graafschap Provence onder bestuur van de Franse koning.
Tijdens de opeenvolgende conflicten tussen Koning Frans I van Frankrijk en Keizer Karel V (de Italiaanse oorlogen) werd Saint Paul in 1524 en in 1536 door de troepen van Keizer Karel V bezet. De Vrede van Nice in 1538 maakte een (voorlopig) einde aan de oorlog. Saint Paul kreeg in 1543 de status ‘fort royale’ en de betekenis van de stad werd vergroot door de vestiging van een rechtbank (‘viguerie’). Op last van Frans I werden de oude vestingmuren vervangen. Hiervoor moest tussen 1543 en 1547 een groot aantal huizen worden onteigend en afgebroken. De bewoners werden verplaatst naar La Colle en Roquefort. De werkzaamheden stonden onder leiding van François Mandon de Saint-Rémy.
In het begin van de 17e eeuw raakte het onderhoud van de vestingmuren wat op de achtergrond doordat Antibes prioriteit kreeg als vestingstad. De betekenis van Saint Paul als religieus centrum werd wel versterkt onder de invloed van bisschop Antoine Godeau van Grasse en Vence. De kerk van Saint Paul kreeg de status kapittelkerk.
Sébastien Le Prestre de Vauban, bouwmeester van vestingwerken tijdens de regeerperiode van Lodewijk XIV, inspecteerde aan het einde van de 17e eeuw de vestingwerken van de Provence. In 1701 deed hij voorstellen voor de verbetering van de vestingmuren van Saint Paul maar hij stelde ook voor of het niet beter was Carros te versterken omdat deze plaats de benedenloop van de Var domineerde. Geen van zijn voorstellen werd overigens uitgevoerd. De strategische positie van Saint Paul was verloren gegaan en het onderhoud aan de vestingwerken werd in de decennia erna verwaarloosd. Men volstond met het uitvoeren van noodzakelijke reparaties omdat Saint Paul als ommuurde stad nog dienst kon doen als vluchthaven voor de bewoners uit de omgeving in tijden van oorlog.
Na de hereniging  van het graafschap Nice met Frankrijk in 1860 was het nut als bolwerk definitief verdwenen.
In 1926 kreeg de noordelijke poort (Port de Vence) de status Monument Historial en in 1945 werd deze status aan de gehele ommuring toegekend.

### La Colombe d'Or
In 1920 opende Paul Roux en zijn vrouw Baptiste (Titine) de bar ‘Chez Robinson’ waar mensen in het weekend buiten konden dansen. Al gauw kreeg het locale bekendheid. Het echtpaar besloot het etablissement uit te breiden en onder de naam ‘La Colombe d’Or’ werd het een kleine herberg. Het werd al voor de Tweede Wereldoorlog een plaats waar schilders als Raoul Dufy, Georges Braque, Henri Matisse, Fernand Léger en Joan Miro kwamen om te discussiëren. Soms werd hun verblijf in La Colombe d’Or betaald met schilderijen. In 1940 werd het zuiden van Frankrijk een min of meer ‘vrije zone’ en dit versterkte de positie van La Colombe d’Or als ontmoetingsplaats voor kunstenaars. De dichter Jacques Prevert logeerde er langdurig. De dreiging van geallieerde bombardementen deed Henri Matisse in 1943 verhuizen naar Villa La Rêve in het nabijgelegen Vence en in datzelfde jaar vestigden Aimé Maeght en zijn vrouw Marguerite zich in een boerderij op de heuvel Gardette iets ten noordwesten van Saint Paul. Als galeriehouders hadden ze op dat moment al een groot netwerk van kunstenaars waaronder met name Pierre Bonnard en Henri Matisse die tot hun vriendenkring behoorden.
Na de Tweede Wereldoorlog werd Saint Paul ontdekt door de filmwereld. Yves Montand en Simone Signoret vierden hun huwelijksfeest in La Colombe d’Or . In 1970 vestigde James Baldwin zich in Saint Paul in een huis aan de voet van de vestingmuren. Zijn huis werd een ontmoetingsplaats voor vrienden die voor muzikale evenementen naar de Côte d’Azur kwamen. De Amerikaanse schilder Beauford Delaney beschouwde het huis van Baldwin als zijn tweede huis. Harry Belafonte en Sidney Poitier waren er regelmatig te gast.
In 1966 verhuisde Marc Chagall van Vence naar Saint Paul de Vence. Zijn villa ‘La Colline’ lag in de buurt van het huis van Adrien en Paul Maeght. Hun kinderen gingen regelmatig op hun fietsjes op bezoek bij Chagall. Chagall ontwierp o.a. mozaïeken en een drietal van zijn omvangrijke productie is te zien in Saint Paul de Vence: Een in de Fondation Maeght, een in de plaatselijke school en een in zijn villa ‘La Colline'. Chagall overleed in 1985. Zijn graf is te vinden op het kerkhof van Saint Paul.

## Demografie
Onderstaande figuur toont het verloop van het inwonertal (bron: INSEE-tellingen).
Vanwege een beveiligingsprobleem met de MediaWiki Graph-software is het momenteel niet mogelijk deze grafiek weer te geven. Zodra de software is bijgewerkt zal de grafiek vanzelf weer zichtbaar worden.

## Fotogalerij

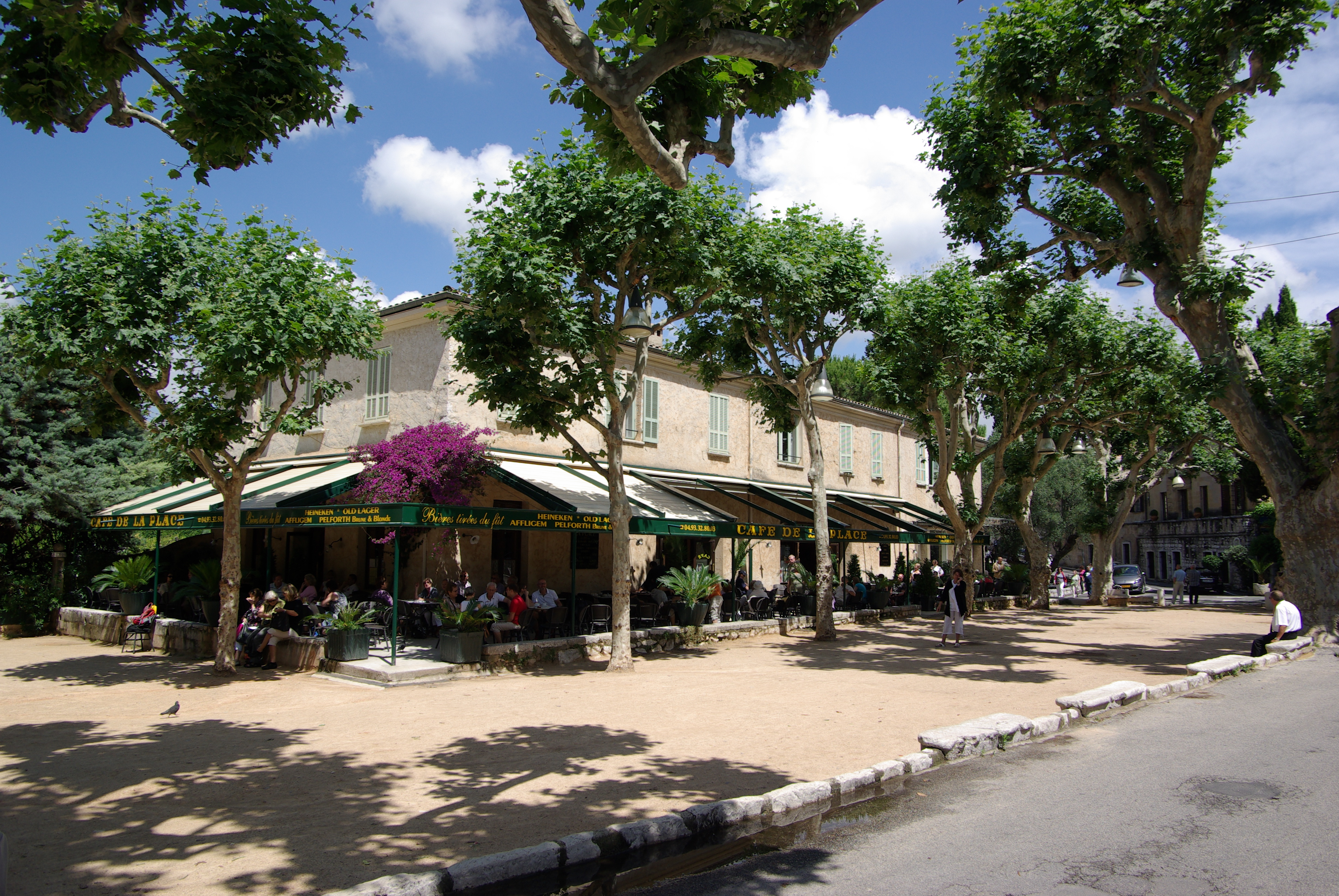
Place Général de Gaulle
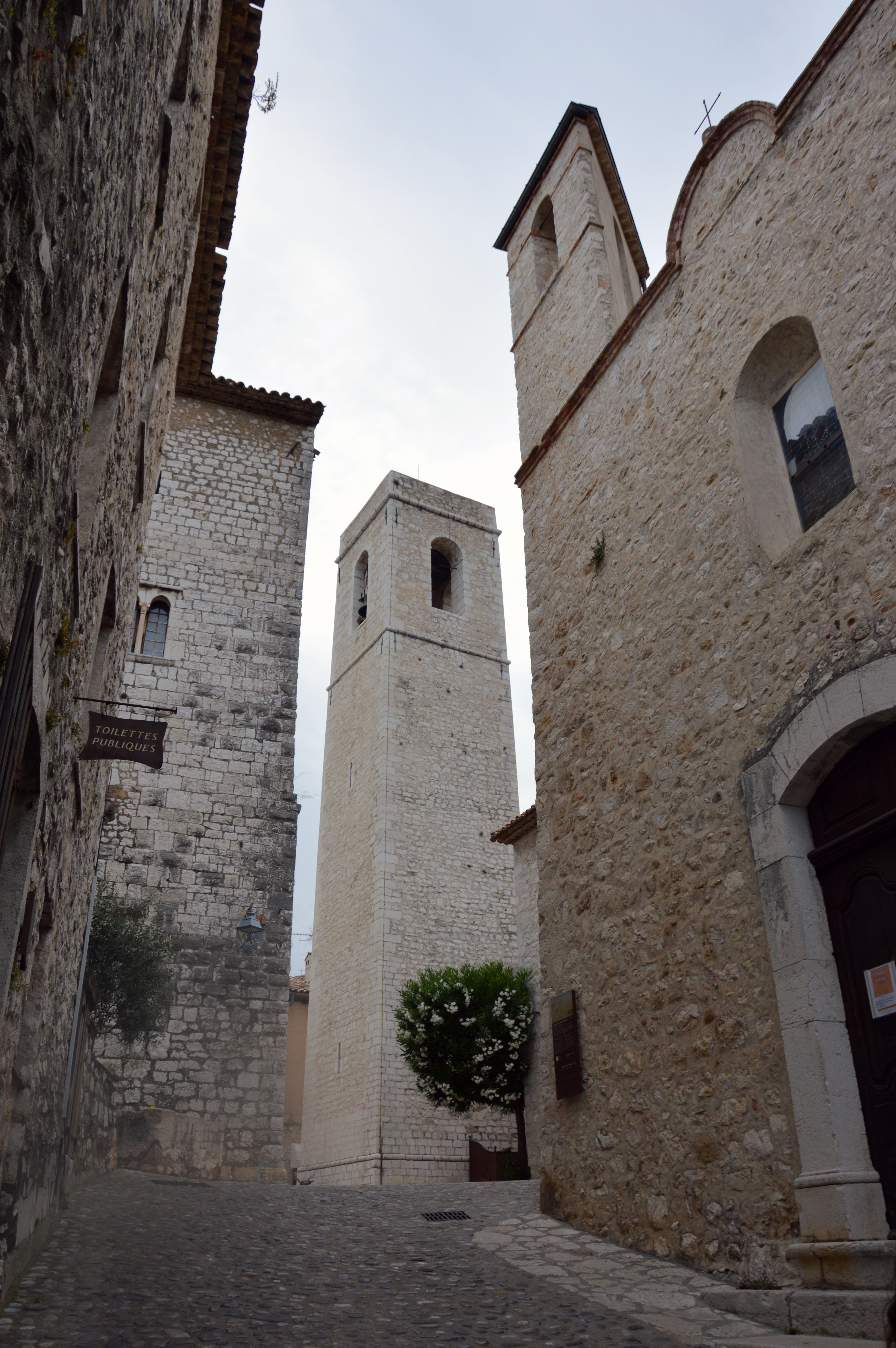
Van links naar rechts: het gemeentehuis, de hoofdkerk en een kapel
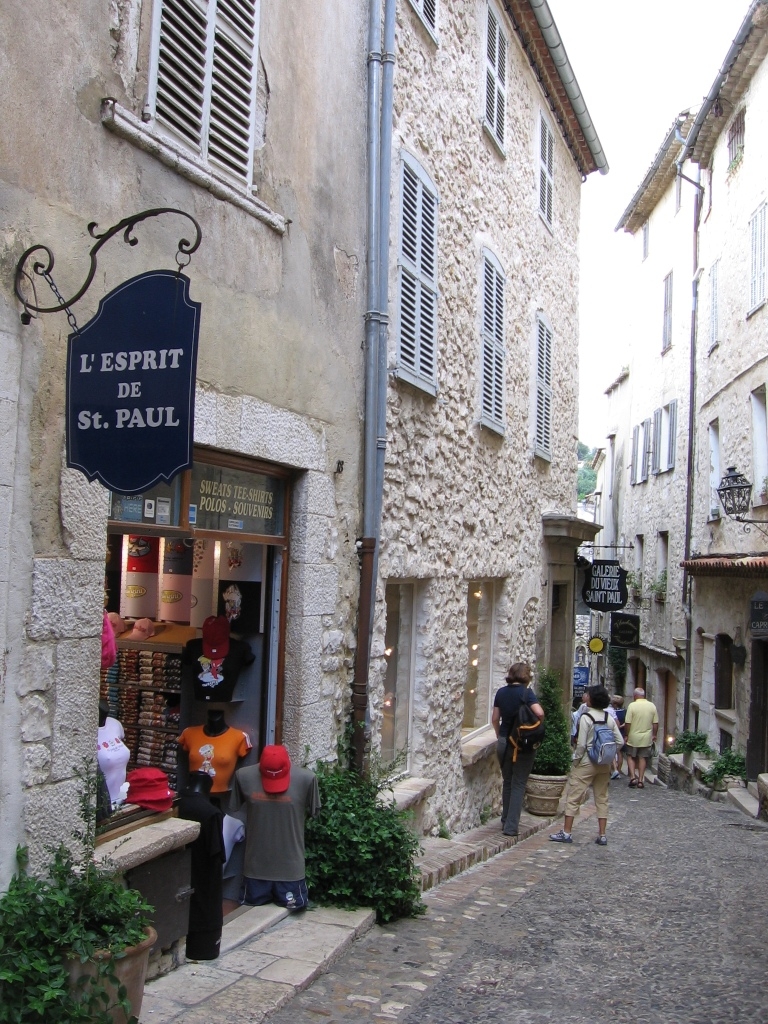
Steegje

## Overleden
- Marc Chagall (1887-1985), Frans kunstschilder van Joods-Wit-Russische afkomst
- James Baldwin (1924-1987), Afro-Amerikaans schrijver
- Donald Pleasence (1919-1995), Brits acteur
- Dick van Dijk (1946-1997), Nederlandse voetballer
- Paul Frère (1917-2008), Belgisch Formule 1-coureur